# International Plant Names Index
International Plant Names Index (IPNI) är en webbaserad databas över publicerade växtnamn och deras associerade bibliografiska data såsom auktor och publikationsställe för fröväxter och sporväxter. Innehållet baseras på "Index Kewensis", ett bokverk som publiceras av Royal Botanic Gardens i Kew, "Gray Card Index" från Harvard University Herbaria, "Australian Plant Names Index" från Australian National Herbarium, samt kontinuerligt arbete från aktiva botaniker. Meningen med projektet är att tillhandahålla publikationsdata för växtnamn och därmed undanröja behovet av att leta fram originalreferenser. I många fall tar databasposterna upp växtnamnens synonymer och typexemplarets geografiska utbredningsområde.
Databasen innehåller samtliga publicerade namn varför resursen inte kan användas för att ta reda på hur många arter ett släkte innehåller, eller vilket namn som ska användas för en specifik art.